# Wer hat Angst vor Braunau?
Wer hat Angst vor Braunau? Ein Haus und die Vergangenheit in uns (lit. ‘Qui té por de Braunau? Una casa i el passat dins nostre’) és una pel·lícula documental austríaca de 2023 dirigida i escrita per Günter Schwaiger. La producció van anar a càrrec de Julia Mitterlehner i Günter Schwaiger. L'estrena va ser el 23 d'agost de 2023 al festival de cinema Der Neue Heimatfilm a Freistadt, on es va projectar com a pel·lícula d'obertura del concurs de cinema documental i va guanyar el premi del públic. L'1 de setembre de 2023 es va estrenar als cinemes d'Àustria.
El 2018, abans de començar a treballar en la pel·lícula, el director Günter Schwaiger es va preguntar per què mai s'havia fet una pel·lícula a Àustria sobre la ciutat de Braunau am Inn, a l'Alta Àustria, lloc de naixement d'Adolf Hitler i de presència de la Casa natal d'Adolf Hitler. El 14 de desembre de 2016, el Parlament austríac va aprovar una llei per expropiar l'anterior propietari del local i l'edifici va passar a ser propietat de la República d'Àustria.
Durant els cinc anys següents, Günter Schwaiger va seguir els desenvolupaments relacionats amb l'ús posterior de l'edifici. A la pel·lícula, recull l'opinió dels ciutadans de la ciutat, inclosos els agents de la policia local, l'antiga tinent d'alcalde de SPÖ Lea Olczak i la professora d'història Annette Pommer. Entre altres coses, van informar de reaccions negatives quan van esmentar la seva ciutat natal en una conversa. El camí finalment va porta a Schwaiger a la seva pròpia història familiar.

## Polèmica
Mentre investigava la pel·lícula, l'historiador Florian Kotanko es va trobar amb un article de diari a Neue Warte am Inn del 10 de maig de 1939, en què es diu que Hitler volia que l'edifici fos utilitzat amb finalitats administratives. Segons Kotanko, els plans per establir una comissaria de policia a la casa complirien en principi els desitjos de Hitler.
L'historiador Oliver Rathkolb, membre de la comissió per tractar el lloc de naixement de Hitler, opina que no hi ha proves que la declaració de Hitler existís realment, ja que només era un reportatge de diari. Va titllar d'absurdes les conclusions de Schwaiger a l'Agència de Premsa d'Àustria. No és un document, sinó un reportatge diari exagerat. El deixa bocabadat que es compari la instal·lació d'una direcció de districte de l'NSDAP amb un departament de policia del Ministeri de l'Interior austríac.
No obstant això, el cap de l'arxiu de la ciutat de Braunau, Florian Kotanko, que apareix de manera destacada a la pel·lícula, va dir: «El fet que es tracti d'un article d'una època en què l'NSDAP ja ho controlava tot i en què apareix el nom de Hitler, no em puc creure que sigui el producte d'un editor». Això també sembla «poc probable» per a Schwaiger. Tots dos van deixar clar en diverses ocasions a la roda de premsa que no volien equiparar la direcció del districte i la policia.

## Producció
El rodatge es va dur a terme durant 60 dies des del juliol del 2020 fins a l'agost del 2022 a Braunau am Inn.
La pel·lícula va ser produïda per l'empresa Dim Dim Film OG, i els seus productors van ser Julia Mitterlehner i Günter Schwaiger. La pel·lícula va comptar amb el suport de l'Institut de Cinema Austríac (OFI), Film Location Austria (FISA), els estats de l'Alta Àustria i Salzburg, el Future Fund de la República d'Àustria i la ciutat de Salzburg. La càmera va ser dirigida per Günter Schwaiger, responsable del muntatge, juntament amb Martin Eller. La música va ser escrita per Roland Hackl, el so dissenyat per Stefan Rosensprung, Julia Mitterlehner i l'empresa Design Menura Film.

## Recepció
Al Frankfurter Allgemeine Zeitung, Hannes Hintermeier va elogiar la pel·lícula i la va definir com un «documental cinematogràfic amb explosius polítics». La pel·lícula de Schwaiger continua amb cura per tal de treure a la llum quelcom indescriptible.
A Die Zeit, Christian Bartlau va qualificar la pel·lícula d'«una factura molt personal amb la política històrica austríaca».
Al Kronen Zeitung, Christoph Hartner va escriure que el descobriment de Günter Schwaiger a l'arxiu de Braunau i aquesta pel·lícula tan personal, en què Schwaiger també tracta sobre la seva pròpia història familiar, podrien proporcionar un punt de reflexió sobre com podria continuar el cas. Les converses de Schwaiger amb Lea Olczak, de 100 anys, la dona més gran de Braunau, són especialment commovedores.
A Subtext.at, Andreas Kepplinger va dir que les 150 hores de material eren tan diferents en estil, qualitat i narrativa que sovint era difícil encaixar-les en aquesta recopilació. Sola la tinent d'alcalde de 100 anys Lea Olczak, que explica amb esperit alerta i paraules d'alerta el que va viure de petita a Braunau, hauria merescut la seva pròpia pel·lícula. Una línia clara i una reducció a menys fils narratius hauria estat millor. Així que hi havia cinc pel·lícules en una pel·lícula amb debilitats editorials.
La Comissió Austríaca de Mitjans Juvenils va donar a la pel·lícula la qualificació de «Recomanat com a documental per a majors de 14 anys». Es va subratllar: «A través d'una descripció diferenciada per part de testimonis contemporanis, el passat es fa tangible, mentre que els prejudicis contra la ciutat de Braunau són examinats críticament. La pel·lícula mostra de manera impressionant com la complicitat de les generacions passades configura les que segueixen. Les històries de vida personal s'entrellacen de manera intel·ligent amb esdeveniments històrics, creant una comprensió emocional i profunda. Atesa la disminució del nombre de testimonis contemporanis, aquesta pel·lícula esdevé un document important que posa l'accent en la importància de processar i transmetre la història».
Al Kleine Zeitung, Julia Schafferhofer va trobar que el moment més emotiu va ser de la socialdemòcrata i exalcaldessa de gairebé 100 anys Lea Olczak, la família de la qual una vegada va donar refugi als treballadors forçats polonesos. Es va pronunciar a favor d'utilitzar la casa amb finalitats socials i benèfiques «perquè Hitler hi estaria en contra». Schafferhofer va dir que una mica més d'experiència històrica i investigació de la memòria no hauria perjudicat la pel·lícula empàtica. Al mateix temps, la pel·lícula ha reactivat el debat sobre aquest lloc.
Al Der Standard, Colette M. Schmidt va escriure que «en la recerca de respostes a la culpa i la història reprimida, el cineasta Günter Schwaiger ha aconseguit crear un retrat de diverses capes de Braunau amb el documental sobre la "Casa de Hitler"». Al diari Die Presse, Rosa Schmidt-Vierthaler va descriure la pel·lícula com una «súplica de reavaluació». Al setmanari Falter, Sabina Zeithammer va fer una ullada a l'estructura de la pel·lícula i va escriure que el canvi repetit d'enfocament va donar lloc a una barreja encantadora i casual: «Schwaiger ofereix un mosaic de pel·lícules improvisats amb confiança en si mateix».
La pel·lícula també va tenir resposta internacional; per exemple, al diari anglès The Guardian, al diari francès Le Figaro, al diari argentí Los Andes, a l'agència de notícies espanyola EFE, als diaris israelians The Jerusalem Post i Haaretz, als diaris estatunidencs The Washington Post i The New York Times.

## Premis i nominacions
Festival de cinema Der Neue Heimatfilm 2023
- Premi del públic[31]

Premi Franz Grabner 2024
- Premi en la categoria de documental de cinema[32][33]

Premis del Cinema austríac 2024
- Nominació a la categoria Millor documental (producció: Julia Mitterlehner, Günter Schwaiger; direcció: Günter Schwaiger)[34]
- Nominació a la categoria Millor disseny de so (so original: Stefan Rosensprung, Julia Mitterlehner; disseny de so: Nora Czamler; mescla: Manuel Grandpierre)